# Automitrailleuse Fiat-Terni Tripoli
L'automitrailleuse Fiat-Terni Tripoli, aussi appelée Fiat Terni, Fiat Tripoli ou Fiat Libia, est un engin militaire italien, créée en 1918 par la société OTO Melara SpA sur le châssis du camion Fiat 15 Ter. 

## Histoire
Le prototype de ce véhicule a été réalisé dans l'aciérie de Terni par la société Odero-Terni-Orlando, qui deviendra ensuite OTO Melara, en 1918. Après la fin de la Première Guerre mondiale, le projet ayant été retenu par le Regio Esercito, le véhicule fut affecté aux colonies italiennes de Libye où l'armée italienne menait combat pour de nouvelles conquêtes. 12 automitrailleuses Fiat Terni vinrent renforcer la force de frappe des 3ème et 4ème bataillons des chasseurs d'Afrique qui disposaient déjà de 12 automitrailleuses Lancia 1ZM et 8 camions blindés Fiat 15Ter.
L'engagement rapide de l'Italie fasciste dans la Seconde Guerre mondiale obligea les troupes italiennes de Libye, en attente de nouveaux matériels qui furent détournés sur le front européen, à démonter les éléments blindés et les tourelles montés sur les châssis Fiat 15Ter pour les remonter sur les châssis de nouveaux Fiat SPA 38R. Ils en profitèrent pour remplacer les anciennes mitrailleuses Fiat-Revelli M 1914 par des Breda-SAFAT de 12,7 mm.

## Caractéristiques techniques
L'automitrailleuse Fiat-Terni Tripoli reprend le concept de l'automitrailleuse Lancia 1Z, mais plus petite et plus légère. Elle est construite sur un châssis Fiat 15Ter Militaire, à deux essieux, avec un empattement de 3,07 mètres et des voies de 1,40 mètre. Les jantes sont à disques en acier, montées en simple à l'avant, jumelées à l'arrière. Le moteur essence Fiat 53A de 4 398 cm³ développe 36 Ch à 1 600 tr/min. 
Fiat a livré uniquement les châssis motorisés, tout le reste est réalisé par la société OTO. La carrosserie blindée est en acier d'une épaisseur de 6 mm. Le corps central du véhicule, l'habitacle de forme cylindrique, est composé d'un poste de conduite placé à droite, laissant une place assise pour le commandant et deux soldats mitrailleurs. Le capot avant blindé abrite le moteur, la calandre est aussi blindée avec des ouïes d'aération pour ventiler le moteur et le radiateur. La partie arrière blindée abrite le stock de munitions et les effets des soldats. La tourelle de combat est placée au-dessus de l'habitacle et comprend l'arme principale, une mitrailleuse Fiat-Revelli M 1914 de 6,5 × 52 mm. 
Cette automitrailleuse peut être considérée comme étant un modèle test après la Lancia 1Z, mise en service deux ans plus tôt et qui faisait l'objet de remarques concernant son poids important et son centre de gravité trop haut en raison de ses deux tourelles superposées. Fiat voulut donc tester un modèle qui sera repris plus tard avec la Fiat 611 en 1930.
Toutes les automitrailleuses Fiat-Terni Tripoli ont été radiées lors de l'armistice en septembre 1943.